# 小行星2313
小行星2313（2313 Aruna）是一颗绕太阳运转的小行星，为主小行星带小行星。该小行星于1976年10月15日发现。
該小行星以印度神話中太陽神蘇利耶的御者阿魯那命名。

## 轨道参数
小行星2313的轨道半长轴为2.4571094 UA，离心率为0.189。